# Dale Eftoda
Dale Eftoda là một chính khách người Canada, người đại diện cho khu vực bầu cử của Riverdale North trong Hội đồng Lập pháp Yukon từ năm 2000 đến 2002. Ông là một thành viên của Đảng Tự do Yukon.
Eftoda trở thành thành viên đồng tính công khai đầu tiên của cơ quan lập pháp Yukon khi ông giới thiệu bạn đời của mình trong hội nghị vào ngày 29 tháng 11 năm 2001. Trước khi được bầu vào cơ quan lập pháp, ông là giám đốc điều hành của Liên minh AIDS Yukon, một cơ quan giáo dục và dịch vụ về HIV/AIDS ở Whitehorse.
Ông đã bị đánh bại bởi Ted Staffen của Đảng Yukon trong bầu cử lãnh thổ năm 2002, trong đó mọi MLA tự do đương nhiệm, ngoại trừ lãnh đạo đảng Pat Duncan đều mất ghế.